# Sanglas

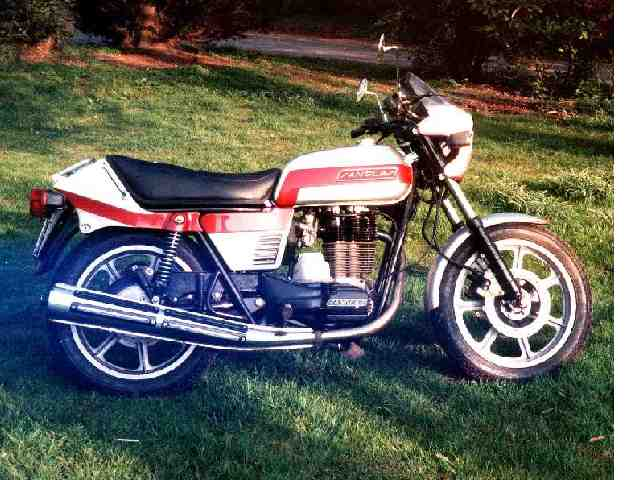
Modèle Sanglas 500 S2 V5 de 1980

Sanglas est un constructeur de motos espagnol originaire de Poblenou, près de Barcelone, actif de 1947 à 1981. L'entreprise est fondée en 1942 avec l'ambition de se positionner comme une alternative aux firmes allemandes BMW, Zündapp ou DKW pour fournir les organismes officiels.

## Histoire
L'histoire de la marque remonte à 1942, trois ans après la guerre d'Espagne, mais les premiers documents de vente datent de 1947. Elle fut fondée par deux étudiants de Barcelone, les frères Javier et Martin Sanglas avec l'appui de leur père, un industriel du textile.
Les modèles Sanglas étaient des hybrides de modèles allemands et anglais. Le cadre était basé sur le concept BMW et le moteur dérivé des DKW. La première machine produite avait une cylindrée de 347,75 cm3 et une puissance de 14 ch à 4 800 tr/min. Fin 1948, l'entreprise comptait déjà 100 employés et avait fabriqué 200 unités.
En octobre 1952, le premier modèle de 500 cm3 est lancé, avec un cadre modifié pour recevoir un bras oscillant et des amortisseurs hydrauliques,
Les Sanglas étaient conçues pour le tourisme, elles atteignaient des vitesses considérables (pour l'époque) et pouvaient faire de longs trajets. Les modèles 350/4 et 500/3 disposaient, entre autres, d'un moteur plus puissant, d'un silencieux amélioré et de freins en aluminium. Malgré tout cela, la Seat 600, avec un prix à peine supérieur, lui prenait des parts de marché.
En 1957 la marque présente aux Salon du commerce de Barcelone (la Fira Barcelona) un modèle attelé à un side-car en fibre de verre. Elle réalise aussi un modèle « montagnard » appelé Montaña 2 qui comptait 25 ch et un couple important.
En 1958 la production annuelle monte à 500 motos, la fabrication est déplacée de Poblenou dans des ateliers plus modernes à L'Hospitalet de Llobregat.

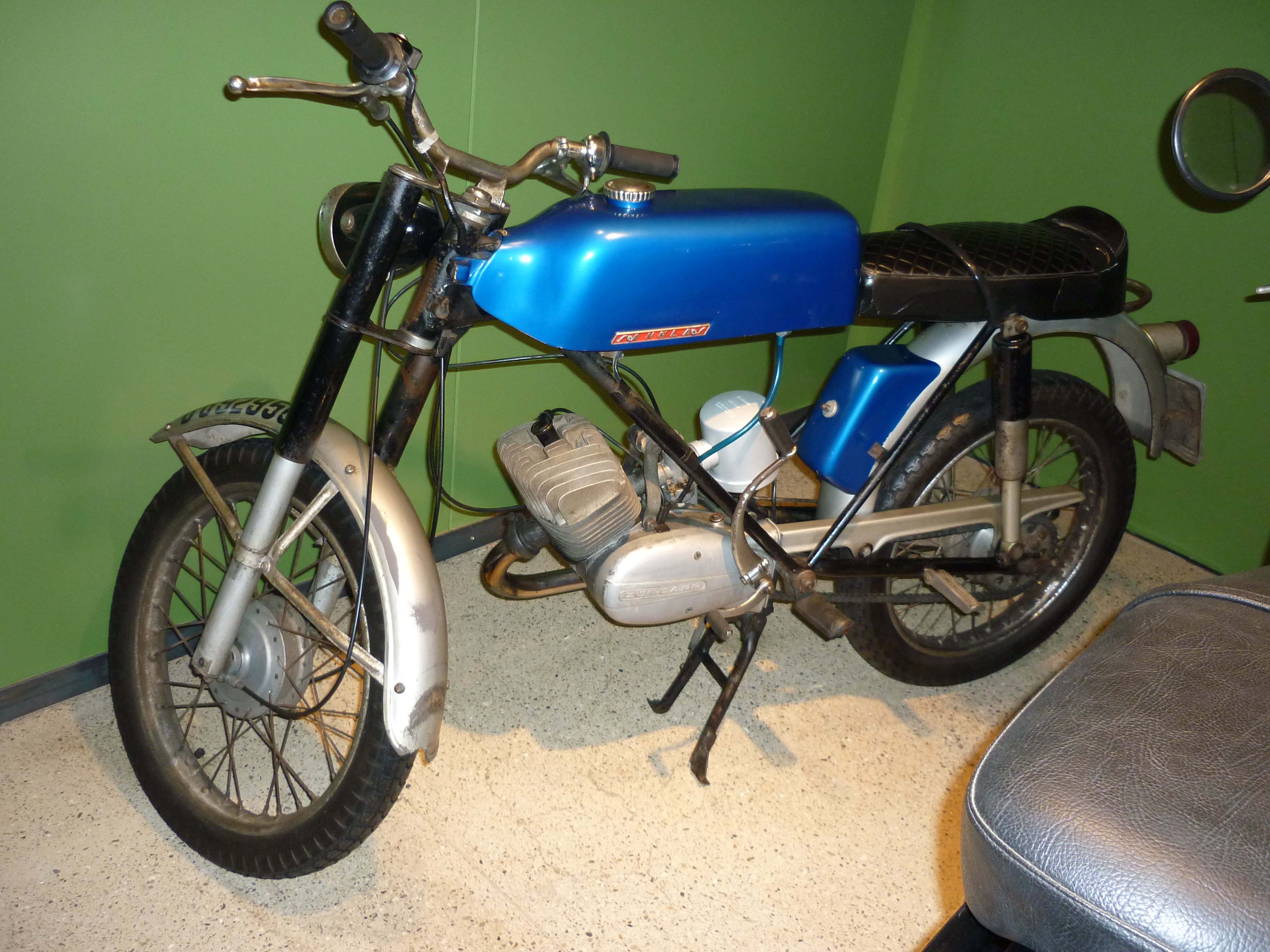
Une Sanglas 100 cm3 à moteur Zündapp de 1968

À la fin des années 1950, à cause du succès des véhicules à quatre roues, de nombreux fabricants de motos se voient obligés de réduire les cylindrées pour réduire les prix. Le résultat sera un modèle connu sous le nom de « Cromatica » (nom donné à cause de ses quatre couleurs : bleu, saumon, vert et noir) doté d'un moteur de 295 cm3 développant 13 chevaux à 6 000 tr/min. En 1959, la production atteint 480 unités dont 230 sont vendues à des particuliers et 250 à des agences gouvernementales. Durant la crise de ces années-là l'effectif passe de 200 à 50, certains employés devenant sous-traitants. Des composants sont également sous-traités, par exemple des moteurs anglais dotant des motos 400 cm3 fabriquées sous la marque Rovena.
1964 voit l'entrée en production de Sanglas à moteurs deux-temps Zündapp de 50, 75 et 100 cm3.
En 1967 est lancé un modèle militaire mais sans succès, Entrée en production du modèle 400 T, moteur monocylindre de 423 cm3 quatre-temps qui servira de référence et qui, amélioré durera jusqu'à l'extinction de la marque.
À la fin des années 1960 la production atteint les 2 500 unités, avec quarante ouvriers sur les chaines et moins de 100 personnes au total.
Un projet de moto pliante (49 cm3 et 28 kg, transmission par cardan) est abandonné en 1970 par manque de financement.
En 1973 les motos se popularisent mais Sanglas ne vend que 474 motos, sans doute par manque de prestations.
En 1976 nait la 500 S avec freins à disques internes (concept Sanglas similaire aux freins Luchier) avec 32 ch à 6 700 tr/min, La 400 E laisse place à la 400 F, Les modèles 500 permettent une augmentation des ventes à l'étranger avec l'aide financière de l'entreprise Prodinsa, avec participation dans la marque italienne Ducati, ce qui avait motivé des projets de fusion des deux marques.

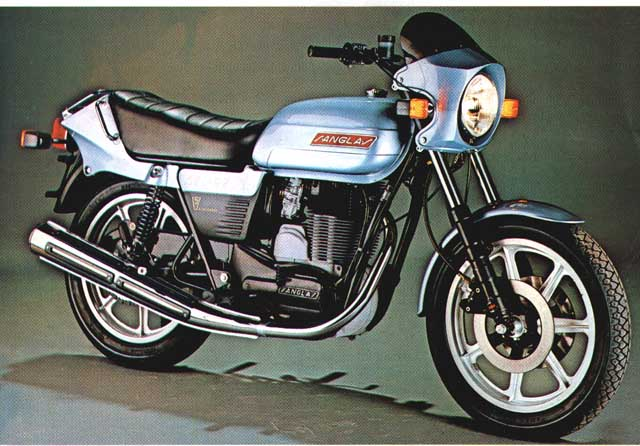
Une 500 S2V5 de 1980 (extrait du catalogue 1980)

En 1977 arrive la 500 S2, puis deux ans plus tard la 500 S2V5 pourvue d'une boîte à cinq rapports. Plusieurs projets de modernisation sont à l'étude, dont un moteur de 750 cm3 monocylindre et une version tout terrain de la 500 S2. Malheureusement, les ventes ne rentabilisent pas les investissements faits par Prodinsa et la marque Sanglas est vendue à la banque espagnole Banesto qui espère en tirer une plus-value en la vendant à un fabricant japonais qui cherchait à pénétrer le marché européen.
Des accords sont passés avec Yamaha pour produire des 400 cm3 à moteur bicylindre Yamaha et partie cycle espagnole,
Finalement, en 1981, la société SEMSA est constituée avec la participation de Yamaha, Banesto, Banco De Madrid et Banca Catalana De Desarrollo, Yamaha possédait au départ 50 % du capital mais grâce à différentes augmentations du capital, la marque japonaise prend le contrôle total de l'entreprise. La production de Sanglas s'arrête en 1982. Les productions japonaises continuent.
En 1989, la marque Sanglas disparaît.

## Modèles

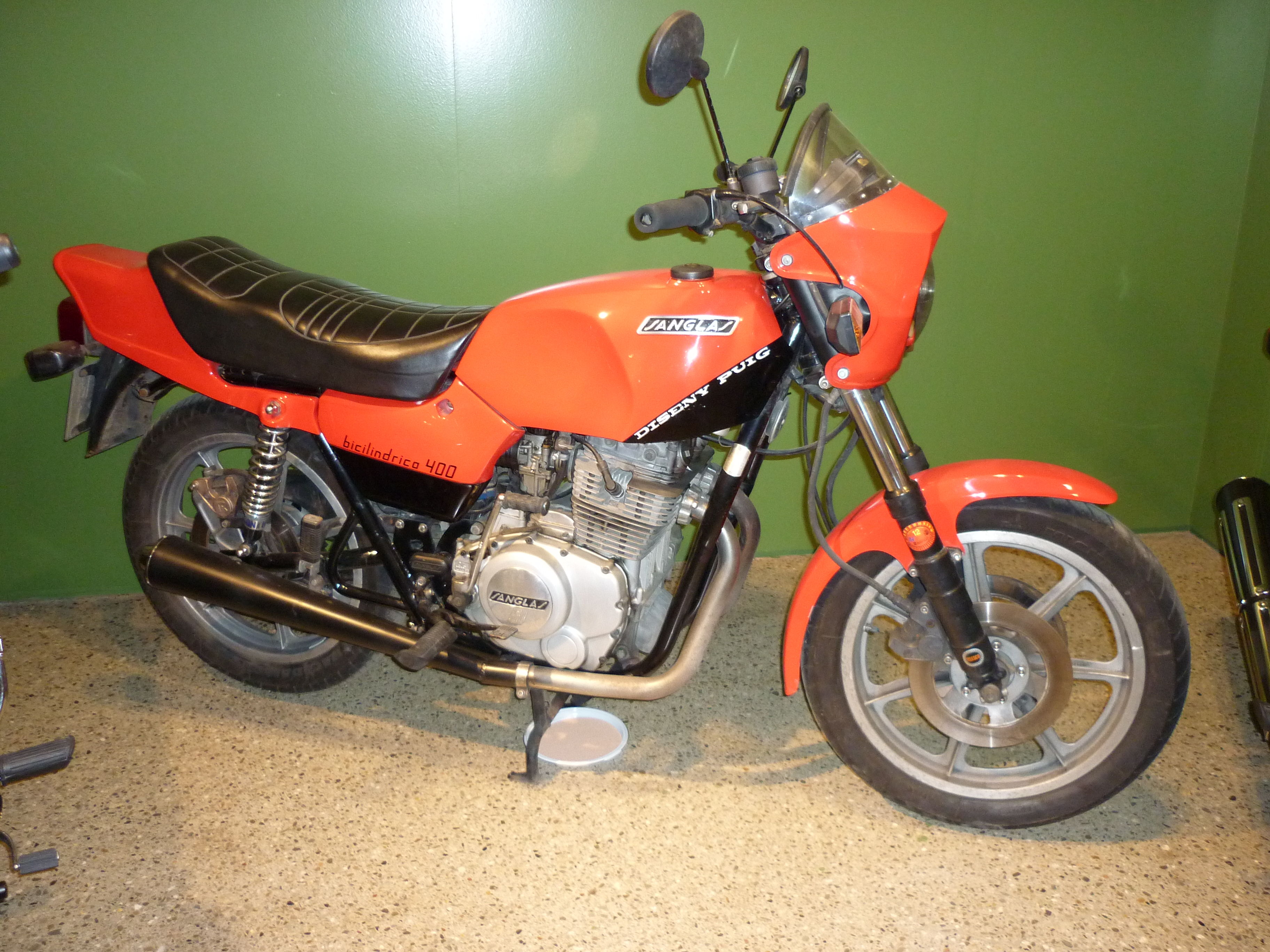
Sanglas 400 Y, dernier modèle produit (moteur Yamaha).

| Modèle            | Début | Fin  |
| ----------------- | ----- | ---- |
| 350               | 1945  | 1947 |
| 350/A             | 1948  | 1949 |
| 350/1             | 1949  | 1951 |
| 500/1             | 1952  | 1953 |
| 350/2             | 1952  | 1953 |
| 350/3 et 500/2    | 1953  | 1956 |
| 350/4 et 500/3    | 1956  | 1962 |
| 350/4/2           | 1962  | 1964 |
| 295 (Cromática)   | 1959  | 1961 |
| 295/1             | 1961  | 1969 |
| 400               | 1964  | 1973 |
| Rovena 250 et 325 | 1962  | 1970 |
| 400 T             | 1971  | 1973 |
| 400               | 1964  | 1968 |
| 100 Sport         | 1964  | 1968 |
| 50 Ciclomotor     | 1964  | 1968 |
| 400 E             | 1973  | 1976 |
| 400 F             | 1976  | 1980 |
| 500 S             | 1976  | 1978 |
| 500 S2            | 1978  | 1979 |
| 500 S2 V5         | 1979  | 1981 |
| 400 Y             | 1978  | 1982 |